# 錦濤
錦濤（英語：Kam To，代號：R27）是香港沙田區議會下轄的選區，1999年設立，2003年採用現名，2023年取消，末任區議員為馬鞍山守護線成員許立燊。

## 範圍
選區位於馬鞍山新市鎮，由錦豐苑、迎濤灣及雅濤居組成，與其相連選區有頌安、馬鞍山市中心，並且與駿馬選區隔海相望，投票站設於香港中文大學校友會聯會陳震夏中學。

## 沿革
錦濤選區可以追溯到1999年區議會選舉的錦豐選區，由原屬馬鞍山選區的錦豐苑、頌安邨及恒濤選區的聽濤雅苑一帶所組成。當時民主黨成員何淑萍與民主建港聯盟陳克勤角逐，結果陳克勤以二百多票差距戰勝何淑萍當選區議員。
2003年區議會選舉因人口上升，選區重新劃界，錦豐苑及當時落成不久的迎濤灣劃為新成立的錦濤選區，陳克勤轉往由頌安邨及聽濤雅苑所組成頌安選區參選。當時七一效應帶動民主派支持者投票，民主黨成員何淑萍擊敗由原有秦金選區轉區的民建聯及公民力量成員、立法會議員劉江華。
2007年區議會選舉，民主黨成員何淑萍以1,680票敗予取得2,030票的民建聯成員楊文銳，未能連任。連同鄰近的頌安選區由民建聯葛珮帆當選，回復為2003年前民建聯操控本區的情況，視為七一效應消失的例子。
2011年區議會選舉，人口估算約19,257人，選民人數為10,997。議席由民建聯楊文銳、民主黨成員游月華及無申報政治聯繫的譚顯宗爭奪，最終楊文銳以稍高於一半的得票率成功連任。
2015年區議會選舉，當時人口約20,813人，選民人數為11,954。議席由民建聯楊文銳及無申報政治聯繫的陳國強爭奪。最終結果出乎意料，陳取得2,592票擊敗楊而勝出，連同毗鄰頌安選區的民建聯立法會議員葛珮帆同告落敗，尤如2003年劉江華及陳克勤雙雙落敗的「翻版」，民建聯亦失去馬鞍山半壁堡壘，由選前擁有4席減至只餘下2席。兩個選區首次由不同政黨人士出任區議員。
陳國強取得議席後，2016年6月18日，陳國強以「抗共反赤，推動本土」為綱領，宣佈參選立法會選舉超級區議會界別，本土民主前線和青年新政均有撐場。陳批評泛民主派只懂議會抗爭方式落後，表示進入議會後必會用盡一切激進手段為港人爭取權益。7月29日，陳宣布當時只獲得12張提名票，放棄競逐超級區議會議席，並同日突然宣布與梁金成合組名單於新界東選區出選。8月2日，陳接獲選管會通知，被取消參選資格。選舉主任何麗嫦表示，雖然陳已簽署提名表格上的聲明，卻於8月1日致函給她，表明支持港獨，並強調自己即使簽署了有關聲明，但事實上仍繼續主張和推動港獨。何又指陳未簽署認同香港是中國不可分離部份的確認書，而其港獨主張抵觸《基本法》，因而信納陳並不、亦無意擁護《基本法》，她在徵詢律政司的法律意見後，決定陳的提名無效。
在陳名單上的梁金成及邱文勁，仍獲參選資格，其後該名單成為當屆香港得票最低的立法會地方選區侯選人，僅取得305票，得票率為0.05%。
在陳國強取得「超級區議會」提名票的過程中，不滿利安選區時任議員獨立民主派麥潤培於2016年立法會選舉超級區議會提名他人，選後逐漸與區內其他民主派區議員交惡，亦被街坊指「4年唔見人」、「只識做漂書」。
2019年區議會選舉，早前曾服務並有意參選耀安選區，但因讓路予民主黨而放棄參選該區的泛民主派人士許立燊，提名期前夕突以組織「馬鞍山守護線」名義，聯同另一成員蘇艷梨在本區及毗鄰的頌安選區展開社區服務，隨即遭擬競逐連任的陳國強批評，指此舉受與許關係密切的利安選區議員獨立民主派麥潤培所指使，指麥暗中已轉投建制派陣營，目的是派員向其以及頌安選區時任議員葉榮「鎅票」，協助建制派使其能在是次選舉中得利，不過麥潤培否認。陳葉二人均被指地區工作表現欠佳，相對之下民建聯的服務明顯較佳，這兩區或會成為民建聯在馬鞍山反撲的缺口。
已報名的陳國強於提名期最後一日在其Facebook帳戶發文表示不滿泛民主派許麥等人，為議席及相關利益不惜互相攻擊理念相近的人士，遂於同日正式放棄參選。另一方面陳國強的兒子－香港浸會大學學生會前會長陳天俊，亦於提名期前在本區展開社區服務並參選，因此坊間質疑陳天俊是接替兩度被選舉主任認為支持香港獨立而遭取消立法會參選資格的父親參選，甚至世襲議席，而陳天俊亦獲沙田區政大部份區議員、「佔中」發起人戴耀廷、香港眾志秘書長黃之鋒及香港專上學生聯會前副秘書長岑敖暉支持。建制派方面則有民建聯成員吳啟泰出選此選區；獨立候選人吳志雄亦報名參選。
選舉期間當區街坊鑑於同時有兩位民主派人士報名參選，擔心建制派因此漁人得利，遂於11月2日舉辦「防止攬炒」民意調查，冀望兩位民主派候選人能藉此調查結果而決定應否繼續競選工程。；民調顯示在約630名受訪者當中，陳天俊只獲42%支持率（即264人支持）；許立燊以55.3%支持率（即348人支持）勝出。而陳於民調結果公佈後表示，因早前未能就民調門檻及舉辦時間等細節與各持份者達成共識，並冀望能夠於投票日之前舉辦一個細節上獲各方認同的民調，暗示將繼續選舉工程。
選前一周曾支持陳天俊的黃之鋒表示「順應初選結果」改為支持許立燊；投票當日曾任本區區議員的前民主黨成員何淑萍，稱不滿民主黨打壓陳天俊而為其站台。最後許立燊獲得3,929票，以62票之差壓倒吳啟泰當選，而陳天俊亦獲得2,023票，至於吳志雄則獲得100票。選後何淑萍於其Facebook帳戶發表「致泛民公開信」，表示對於是次選舉中兩名民主派候選人互相對撼的情況感到心痛，並冀望泛民主派一方能交代及反思，避免日後重滔覆轍。

## 歷屆議員
| 選舉           | 議員   | 政治聯繫 | 政治聯繫     |
| -------------- | ------ | -------- | ------------ |
| 2004年－2007年 | 何淑萍 |          | 民主黨       |
| 2008年－2011年 | 楊文銳 |          | 民建聯       |
| 2012年－2015年 | 楊文銳 |          | 民建聯       |
| 2016年－2019年 | 陳國強 |          | 無黨籍       |
| 2020年－2023年 | 許立燊 |          | 馬鞍山守護線 |

## 歷屆選舉結果
| 政党   | 政党         | 候选人    | 票数  | %     | ±      |
| ------ | ------------ | --------- | ----- | ----- | ------ |
|        | 馬鞍山守護線 | ①. 許立燊 | 3,929 | 39.61 | 不適用 |
|        | 無黨派       | ②. 吳志雄 | 100   | 1.01  | 不適用 |
|        | 民建聯       | ③. 吳啟泰 | 3,867 | 38.99 | 不適用 |
|        | 獨立         | ④. 陳天俊 | 2,023 | 20.38 | 不適用 |
| 多数票 | 多数票       | 多数票    | 62    | 0.63  | ▼2.08  |

| 政党   | 政党   | 候选人    | 票数  | %     | ±      |
| ------ | ------ | --------- | ----- | ----- | ------ |
|        | 民建聯 | ①. 楊文銳 | 2,455 | 48.64 | ▼1.97  |
|        | 獨立   | ②. 陳國強 | 2,592 | 51.36 | 不適用 |
| 多数票 | 多数票 | 多数票    | 137   | 2.71  | ▼6.29  |

| 政党   | 政党   | 候选人    | 票数  | %     | ±      |
| ------ | ------ | --------- | ----- | ----- | ------ |
|        | 无党籍 | ①. 譚顯宗 | 323   | 7.77  | 不適用 |
|        | 民建聯 | ②. 楊文銳 | 2,104 | 50.61 | ▼4.10  |
|        | 民主黨 | ③. 游月華 | 1,730 | 41.62 | ▼3.66  |
| 多数票 | 多数票 | 多数票    | 374   | 9.00  | ▼0.43  |

| 政党   | 政党   | 候选人    | 票数  | %     | ±      |
| ------ | ------ | --------- | ----- | ----- | ------ |
|        | 民建聯 | ①. 楊文銳 | 2,030 | 54.72 | 不適用 |
|        | 民主黨 | ②. 何淑萍 | 1,680 | 45.28 | ▼8.15  |
| 多数票 | 多数票 | 多数票    | 350   | 9.43  | ▲2.56  |

| 政党   | 政党            | 候选人    | 票数  | %     | ±      |
| ------ | --------------- | --------- | ----- | ----- | ------ |
|        | 民主黨          | ①. 何淑萍 | 2,163 | 53.43 | 不適用 |
|        | 民建聯/公民力量 | ②. 劉江華 | 1,885 | 46.57 | 不適用 |
| 多数票 | 多数票          | 多数票    | 278   | 6.87  | 不適用 |

| 政党   | 政党   | 候选人    | 票数  | %     | ±      |
| ------ | ------ | --------- | ----- | ----- | ------ |
|        | 民主黨 | ①. 何淑萍 | 1,648 | 46.78 | 不適用 |
|        | 民建聯 | ②. 陳克勤 | 1,875 | 53.22 | 不適用 |
| 多数票 | 多数票 | 多数票    | 227   | 6.44  | 不適用 |